# Superman The Ride (Six Flags New England)
Superman The Ride in Six Flags New England (Agawam, Massachusetts, USA) ist der Name einer Stahlachterbahn vom Modell Mega Coaster des Herstellers Intamin, die am 5. Mai 2000 als Superman: Ride of Steel eröffnet wurde. Unter diesem Namen fuhr sie bis 2008. Von 2009 bis 2015 fuhr sie unter dem Namen Bizarro. Nach einer weiteren Umbenennung und Umgestaltung 2016 ist die Achterbahn heute unter dem Namen Superman The Ride in Betrieb.
Sie besitzt einen 63 m hohen Lifthill, eine 67 m hohe Abfahrt und ist 1646 m lang. In den Jahren 2003 sowie 2006 bis 2009 gewann sie insgesamt fünf Mal den Amusement Today Golden Ticket Award in der Kategorie Beste Stahlachterbahn.

## Züge
Superman The Ride besitzt zwei Züge mit jeweils neun Wagen. In jedem Wagen können vier Personen (zwei Reihen à zwei Personen) Platz nehmen. Die Fahrgäste müssen zwischen 1,37 m und 1,93 m groß sein, um mitfahren zu dürfen.

## Unfälle
- 2001 stoppte einer der Züge am Ende der Fahrt auf Grund eines schweren Defekts an den Bremsen nicht. Dadurch kollidierte der Zug mit einem anderen in der Station stehenden Zug, wodurch 22 Personen verletzt wurden.
- 2004 stürzte ein Mann während der Fahrt in der letzten Kurve aus seinem Sitz und wurde getötet. Der Unfall geschah zum einen aus dem Fehler des Bedieners, der den Sicherheitsbügel nicht korrekt kontrollierte, und zum anderen auf Grund der Größe des Fahrers. Nach dem Unfall rüstete der Park die Sitze mit extra Metallbügeln aus, die die Beine der Mitfahrenden umschließen.